# (361530) Victorfranzhess
Der Asteroid (361530) Victorfranzhess wurde am 22. April 2007 in der Sternwarte Gaisberg bei St. Florian am Inn, A von Richard Gierlinger entdeckt und am 12. Juli 2014 nach Victor Franz Hess benannt.
Die Umlaufzeit beträgt 5,48 Jahre.